# فيرنر الأول كونت هابسبورغ
فيرنر الأول كونت كليتغاو (ربما 1030 - 11 نوفمبر 1096)؛ هو ابن الأصغر لـ رادبوت من كليتغاو، وأحد أسلاف سلالة هابسبورغ العريقة، وجد الأكبر لـ رودولف الأول ملك ألمانيا (أول عضو في العائلة حكماً لألمانيا).
كان يدعى بـ متدين في بعض الأحيان، والدته هي إيدا من لورين ابنة شقيقة ملك الفرنجة أوغو كابيه، وأيضا مع عام 1082 تخلى عن إدارة دير موري (الواقع اليوم في سويسرا)، الدير تم تأسيسه من قبل الرهبان البندكتية في عهد والده، وهو مكلف بتقديس القديس مارتين التوروزي.
وأيضا الكونت شارك في ناضل رودولف من راينفيلدن (دوق شوابيا بين عامي 1057-1077 وملك ألمانيا المضاد بين عامي 1077-1080)، لأنه يعتبر أحد أقاربه من ناحية والدته، وأيضا من خلال زواجه من ريغوليندا دي لانتسبورغ-بادن بحيث كانت وريثة للعديد من أملاك في أرجاو، وأيضا لها بعض أملاك في ألبجاو.
أنجبت له ثلاثة أبناء:-
- ألبرخت الثاني (توفي. 14 يوليو 1140)؛ كان حاكم موري، ليس لديه وريث.
- أوتو كونت هابسبورغ.
- ريتشنزا؛ أصبحت متزوجة من أولريخ الأول من لانتسبورغ، لهم ذرية.